# European Cup 10000m 2008
De European Cup 10000m 2008 was de twaalfde editie van de European Cup 10000m, een Europees kampioenschap, waar landenteams in twee categorieën strijden. De wedstrijd vond plaats in Istanbul in Turkije op 12 april. Deze editie was de laatste die in april werd georganiseerd; in volgende jaren vindt de European Cup 10000m in begin juni plaats. De wedstrijd werd georganiseerd door de atletiekbond van Turkije, in samenwerking met de European Athletic Association. 
De European Cup 10000m 2008 bestond uit twee wedstrijden, een voor mannen en een voor vrouwen. In totaal deden er 34 mannen en 29 vrouwen mee uit 21 verschillende landen.

## Belgische deelnemers
| Plaats | Naam            | Categorie | Tijd     |
| ------ | --------------- | --------- | -------- |
| 10e    | Nathalie De Vos | vrouwen   | 33.10,76 |

## Nederlandse deelnemers
| Plaats | Naam            | Categorie | Tijd     |
| ------ | --------------- | --------- | -------- |
| Zilver | Lornah Kiplagat | vrouwen   | 31.53,72 |
| Brons  | Hilda Kibet     | vrouwen   | 32.05,49 |

## Uitslagen

### Mannen
| rang   | naam                   | land | tijd     |      |
| ------ | ---------------------- | ---- | -------- | ---- |
| Goud   | Selim Bayrak           | TUR  | 27.47,75 | (NR) |
| Zilver | Carles Castillejo      | ESP  | 28.07,55 |      |
| Brons  | Oleg Kulkov            | RUS  | 28.48,55 | (SB) |
| 4      | Sergey Yemelyanov      | RUS  | 28.49,55 |      |
| 5      | Juan Carlos de la Ossa | ESP  | 28.55,58 |      |
| 6      | Daniele Meucci         | ITA  | 28.56,53 |      |
| 7      | Aleksey Reunkov        | RUS  | 29.09,22 |      |
| 8      | Stsiapan Rahautsou     | BLR  | 29.14,22 | (PB) |
| 9      | Paulo Gomes            | POR  | 29.15,22 | (PB) |
| 10     | Licínio Pimentel       | POR  | 29.22,18 |      |

### Vrouwen
| rang   | naam              | land | tijd     |      |
| ------ | ----------------- | ---- | -------- | ---- |
| Goud   | Elvan Abeylegesse | TUR  | 31.36,33 |      |
| Zilver | Lornah Kiplagat   | NED  | 31.53,72 |      |
| Brons  | Hilda Kibet       | NED  | 32.05,49 |      |
| 4      | Anikó Kálovics    | HUN  | 32.09,02 | (SB) |
| 5      | Alina Gherasim    | ROU  | 32.29,52 | (SB) |
| 6      | Nataliya Berkut   | UKR  | 32.36,90 |      |
| 7      | Volha Krautsova   | BLR  | 32.43,28 | (SB) |
| 8      | Volha Minina      | BLR  | 32.58,36 | (PB) |
| 9      | Helena Javornik   | SLO  | 33.07,49 | (SB) |
| 10     | Nathalie De Vos   | BEL  | 33.10,76 |      |

### Teamstanden mannen
| rang   | land    | tijd       |
| ------ | ------- | ---------- |
| Goud   | Rusland | 1:26.47,32 |
| Zilver | Spanje  | 1:27.31,71 |
| Brons  | Italië  | 1:28.36,56 |

### Teamstanden vrouwen
| rang   | land        | tijd       |
| ------ | ----------- | ---------- |
| Goud   | Wit-Rusland | 1:40.31,27 |
| Zilver | Turkije     | 1:42.27,62 |